# نادي طهران
نادي طهران (بالفارسية: :کلوپ تهران) ، هي نادي رياضي إيراني لكرة القدم، كانت أول نادي رياضي أسست في العاصمة الإيرانية طهران سنة 1923م.

## مصدر
1. ↑  parssport.ir - This website is for sale! - ورزشی Resources and Information [وصلة مكسورة] نسخة محفوظة 3 مارس 2016 على موقع واي باك مشين.